# Hospital General Dr. Rubén Leñero
El Hospital General Dr. Rubén Leñero es un hospital público de la Ciudad de México ubicado en la alcaldía Miguel Hidalgo. Es gestionado por la Secretaría de Salud de la Ciudad de México.

## Historia

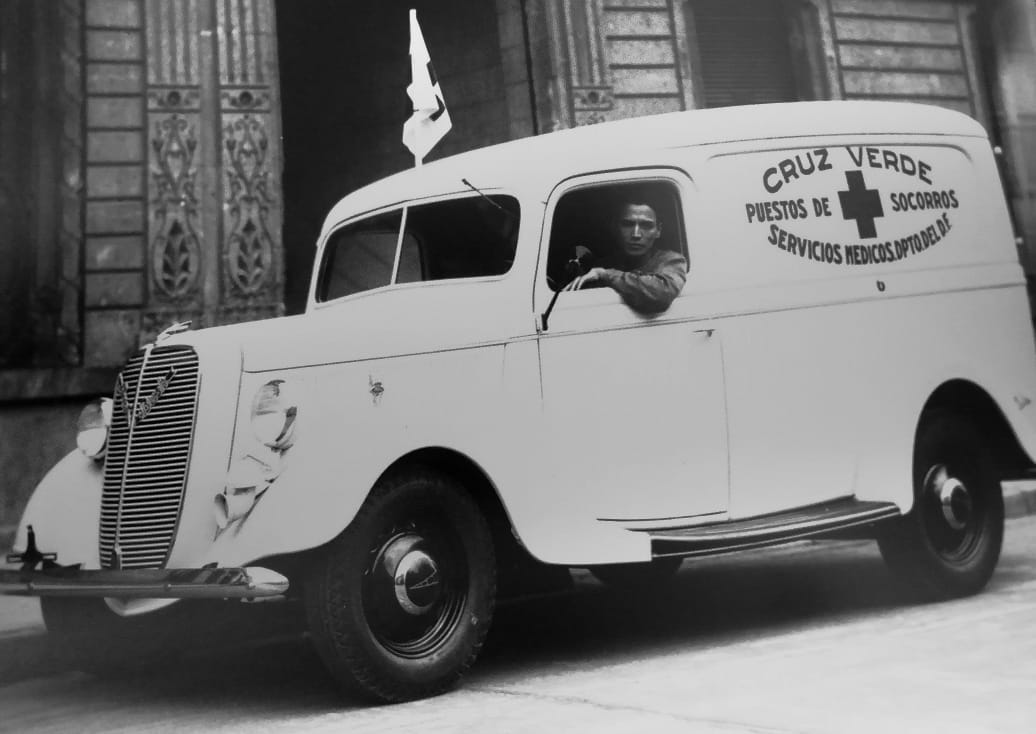
Ambulancia perteneciente al Puesto de Socorro o Cruz Verde de la Ciudad de México.

El hospital tuvo como antecedente el Puesto Central de Socorro, dependiente de la Policía de la Ciudad de México. Dichos puestos fueron establecidos para ser parte de la primera red de atención de medicina de emergencias del gobierno central de la Ciudad de México, el Departamento del Distrito Federal, llamados Oficina de los Servicios Médicos o Cruz Verde, llamados así para distinguirse de la Cruz Roja. La idea de dotar a este sistema de emergencias de un hospital central especializado tanto en emergencias como en traumatología comenzó por iniciativa de Rubén Leñero Ruiz, médico urgenciólogo, en 1935. Para ese proyecto se eligieron terrenos de la antigua hacienda de Santo Tomás, en las cercanías de uno de los dos campus del Instituto Politécnico Nacional (IPN), el Casco de Santo Tomás. En 1943 el hospital fue finalmente inaugurado como su primer hospital concentrador de urgencias, llamado Hospital de la Cruz Verde. Dicha instalación inició con 72 camas, mismas que recibían a personas heridas y lesionadas en una estructura de cinco áreas: urgencias, hospitalización, consulta, área de gobierno y servicios generales. El hospital fue nombrado en 1946 en honor del médico que lo impulsó, quien también emprendió la fundación de la Sociedad Mexicana de Traumatología y de la Revista Traumatológica de la Cruz Verde.
En los años 50 su capacidad fue ampliada a 346 camas, y le fue añadida un área de atención a quemaduras, así como una agencia del ministerio público con el fin de investigar aquellos casos relacionados con crímenes o asuntos penales. Además de sus funciones médicas, entre los años 50 y 60 consolidó sus actividades educativas para formar personal médico para otros hospitales y centros médicos, dando paso a conferencias, coloquios y distintos eventos formativos y académicos para ello. En sus instalaciones nacieron instituciones como la Escuela de Enfermería de la Secretaría de Salud de la Ciudad de México y la Escuela de Trabajo Social de los Servicios Médicos del Distrito Federal, antecedente de la Escuela Nacional de Trabajo Social de la Universidad Nacional Autónoma de México (UNAM). En 1958 fue inaugurada el área de recuperación del hospital, hoy terapia intensiva. En 1960 termina la rivalidad que tenían las ambulancias de la Cruz Verde y la Cruz Roja al momento de atender emergencias, ya que elementos de ambas corporaciones llegaron a protagonizar peleas y campales al reñir por la atención de los heridos. Guillermo Solórzano Gutiérrez, entonces director del Hospital Dr. Rubén Leñero, y Pablo Cruz Esparza, director de la Cruz Roja, acordaron que las personas heridas o traumatizadas serían llevados a cualquiera de las dos instituciones dependiendo la cercanía del incidente.
Hacia 1961 el hospital contaba con una planta médica de 80 médicos, 171 enfermeros y enfermeras y una capacidad total de 450 camas.
El 10 de junio de 1964 fue inaugurado un sistema completo de residencias médicas, como logro del Movimiento médico en México de 1964-1965. El modelo establecido en el Rubén Leñero fue usado como programa piloto para el resto de hospitales de la capital mexicana.
Tras el terrorismo de Estado desatado por Gustavo Díaz Ordaz en 1968 contra el movimiento estudiantil y social de ese año, el hospital Rubén Leñero comenzó a recibir a los heridos por los distintos hechos represivos, dada su cercanía con el Casco de Santo Tomás y el Centro Histórico de la Ciudad de México. Tras la Matanza del Jueves de Corpus, el 10 de junio de 1971, numerosos heridos fueron llevados a este hospital dada la cercanía al lugar de los hechos, tanto víctimas participantes de la marcha como perpetradores de parte del grupo Los Halcones. Ese grupo paramilitar persiguió a estudiantes que corrieron al lugar para refugiarse, además de los que fueron llevados a atención de urgencias. Hacia las 7 de la noche un grupo grande de los Halcones allanó el hospital, buscando entre las camas a los estudiantes heridos, asesinando a otros y robando los cadáveres, siguiendo una orden dada desde el presidente Luis Echeverría Álvarez. El personal del hospital se encargó de ocultar a los estudiantes de diversas maneras para salvar su vida, haciéndolos pasar por personas que acudían a consulta o trabajadores del sitio.
Otros episodios de atención masiva vividos en el hospital fueron los de las víctimas de las explosiones de San Juan Ixhuatepec de 1984 y el sismo del 19 de septiembre de 1985.
Hacia los años 90 el hospital continuaba en un declive opuesto a sus antiguas capacidades, contando en 1991 con 61 camas. En 1992 el Departamento del Distrito Federal —entonces presidido por Manuel Camacho Solís— anunciando su desaparición, generando un movimiento de oposición de las personas trabajadoras del hospital que evitó el cierre, organizada en la Asamblea Permanente de Trabajadores del Hospital Rubén Leñero. Tras dicho movimiento el hospital fue remodelado integralmente, siendo concluidas las obras en 2001.
Con la vuelta a la democracia en la Ciudad de México en 1997, el hospital pasó a la administración del Instituto de Servicios de Salud del Distrito Federal, que se convirtió en la Secretaría de Salud del Distrito Federal en 1999 y Secretaría de Salud de la Ciudad de México en 2017. Esta última es actualmente la responsable del financiamiento de su programa de cirugías gratuitas.